# Johannes Bippart
Johannes Bippart (* 13. November 1768 in Berka/Werra; † 20. Mai 1841 in Amelith) war ein deutscher Kaufmann, Fabrikant, Gutsbesitzer und Abgeordneter.
Bippart war der Sohn des Konduktor in Herda (?) Balthasar Bippart. Er war evangelisch-lutherisch und heiratete in erster Ehe um 1790 Lucie Hüpeden (* 17. Oktober 1771; † 1. April 1800) aus Hann. Münden. Am 13. Oktober 1800 heiratete er in zweiter Ehe die Tochter des Waldeckischen Rats Johann Heinrich Mogk (oder Meyl?), Caroline Amalie Wilhelmine Mogk (oder Meyl?) (* 16. Mai 1781; † 22. Juni 1806).
Bippart war Kaufmann und Großhändler in Münden und Gutsbesitzer in Nienover. Er war langjähriger Mitarbeiter von Ernst Jacob von Eckardstein und wurde 1799 Leiter der Spiegelglashütte Amelith und 1801 Eckhardtsteinscher Mandatarius. Johannes Bippart hatte zudem seit 1803 die Spiegelglashütte auf dem Grünen Plan in Grünenplan in Pacht. 1807 wurde er auch Pächter der Spiegelglashütte Amelith. 1837 verkauften die von Eckardsteins den Erbzinsbrief an die Familie Bippart.
Johannes Bippart war von 1808 bis 1813 Mitglied des Departements-Wahlkollegiums des Leine-Departements. Vom 2. Juni 1808 bis zum 26. Oktober 1813 war er Mitglied der Reichsstände des Königreichs Westphalen für das Departement der Leine und die Wählergruppe der Kaufleute und Fabrikanten.
Nachfolger im Unternehmen war sein Sohn Ferdinand Bippart und sein Schwiegersohn Friedrich Carl Ludwig Koch, der seine Tochter Auguste Bippart geheiratet hatte.